# Kupreanof
Kupreanof é uma cidade localizada no estado americano de Alasca, na Wrangell-Petersburg Census Area, na ilha Kupreanof.

## Demografia
Segundo o censo americano de 2000, a sua população era de 23 habitantes.
Em 2006, foi estimada uma população de 21, um decréscimo de 2 (-8.7%).

## Geografia
De acordo com o United States Census Bureau, a localidade tem uma área de 15,8 km², dos quais 10,4 km² cobertos por terra e 5,4 km² cobertos por água.

## Localidades na vizinhança
O diagrama seguinte representa as localidades num raio de 72 km ao redor de Kupreanof.